# کابساس دل پسو
کابساس دل پسو دهستانی در استان آبیلای اسپانیا است.
در این دهستان ۱۵۳ نفر زندگی می‌کنند. مساحت این دهستان ۱۸٫۱۷ کیلومتر مربع است.